# Lucius Cary (15e vicomte Falkland)
Pour les articles homonymes, voir Lucius Cary (homonymie) et Cary.
Lucius Edward William Plantagenet Cary, 15e vicomte de Falkland (né le 8 mai 1935) est un pair britannique. 

## Biographie

### Jeunesse et formation
Cary est l'aîné de quatre enfants et le fils unique de Lucius Cary, 14e vicomte de Falkland et de Constance Mary Berry, fille du capitaine Edward Berry. Le vicomte de Falkland est le vicomte principal de la pairie d'Écosse, créé en 1620 par le roi Jacques VI. 
Cary fait ses études au Wellington College dans le Berkshire, et est auparavant officier dans les Hussards.

### Carrière politique
Il succède à son père dans la vicomté en 1984 et siège à la Chambre des lords avec le Parti social-démocrate, rejoignant plus tard les libéraux démocrates. À la suite de la destitution de la majorité des pairs héréditaires en vertu de la House of Lords Act 1999, il est l'un des quatre-vingt-douze élus à rester. En 2011, il quitte les libéraux démocrates et siège maintenant en tant que crossbencher. Il est partisan de Humanists UK, et est Vice-Président de la Royal Stuart Society depuis 2015 (ses ancêtres étaient des Jacobites ardents, et il détient le titre de 10e comte de Falkland dans la pairie Jacobite). 
Lord Falkland vit dans une maison de ville à Clapham, à quelques kilomètres du palais de Westminster ; Cependant, il est impliqué dans le scandale des dépenses parlementaires en 2009, lorsqu'il est révélé qu'il avait enregistré sa résidence principale comme une maison dans le Kent appartenant à sa belle-tante, lui donnant droit à des paiements substantiels du gouvernement pour les frais de voyage. Défendant ses actions, Falkland a déclaré : « Je ne l'ai pas fait pour gagner 125 000 £, j'ai réclamé les dépenses afin de pouvoir faire face aux dépenses de ma vie. Je n'ai pas d'autre revenu. Vous pourriez dire que je suis un pair appauvri : ma famille depuis plusieurs centaines d'années a été connue pour sa pauvreté ».

## Famille
Le vicomte épouse Caroline Anne Butler, fille de George Butler, en 1962; ils divorcent en 1990. Ils ont quatre enfants : 
- Alexander Cary (en) (né en 1963)
- Camilla Anne Cary –
- Samantha Camilla Cary (née en 1973)
- Lucinda Mary Cary (née en 1974)

Il se remarie en 1990 à Nicole Mackey, avec qui il a un enfant : 
- Charles Byron Milburn Cary (né en 1992)